# 相沢進
相沢 進（あいざわ すすむ、1930年6月9日 - 2006年5月18日）は、ミクロネシア連邦チューク諸島（トラック諸島）トール島出身のプロ野球選手（投手）、政治家。

## 経歴
父の庄太郎は1918年に日本からトラック諸島トール島（当時は日本の委任統治領）に移住し、ミクロネシア人である現地の酋長の娘ノツムール（洗礼名リサ）リサと結婚した。
1930年6月9日に相沢は父・庄太郎と母・リサとの次男として生まれる。幼少期の友人の中には、後にミクロネシア連邦の初代大統領となるトシオ・ナカヤマがいた。ミクロネシアでは日本人が持ち込んだ野球が大人気で、幼い頃から運動神経に優れた相沢は自然と野球に興味を持ち、これに夢中になった。
太平洋戦争が激化する中でトラック諸島の民間人に帰国勧告が出され、1942年に相沢は父の故郷である日本の神奈川県藤沢市に一人疎開させられて、湘南中学に入学する。戦後、父庄太郎はトール島にノツムールと娘たちを置いて単身帰国する。湘南高校を卒業した相沢は、商船学校への進学を諦めて晴海の倉庫会社に就職した。入社後から相沢は野球を始め、シュートやカーブを武器に、軟式野球の全国大会で2度の準優勝を果たした。この時の相沢の活躍は、当時大阪タイガースの監督を務めていた若林忠志の目に留まった。若林の紹介により、1950年に毎日オリオンズ（現千葉ロッテマリーンズ）創立に参加、契約金は20万円、月給は5万円であった。
しかし、野球選手としての収入だけで生計を立てるのは難しく、シーズンオフには職業安定所に通って仕事の斡旋を受け、貨車から材木を降ろす副業にも従事。1953年に初めて一軍に昇格するが、わずか3試合の出場に留まり、勝敗は付かなかった。
1954年に高橋ユニオンズ（トンボユニオンズ）に移籍。5月6日の阪急ブレーブス戦で2番手で登板すると、5回1/3を1失点に抑えプロ初勝利を飾る。シーズンでは3勝（5敗）ながら、勝ち星はチーム4位だった。1955年のトンボユニオンズ時代にヴィクトル・スタルヒンに勝ち試合を譲って降板した試合があるが、「スタルヒンが通算300勝目を達成した試合で相沢が勝ちを譲って降板した」と誤って伝えられることもある。この年は4勝（10敗）と勝ち星を伸ばすが、翌1956年は1勝に終わる。1957年シーズン開幕を前にして高橋ユニオンズが大映スターズと合併して球団は事実上解散となり、他球団から誘いを受けなかった相沢は現役を引退した。
1958年に再び母の住むミクロネシア連邦のトール島に渡るが、市民権を取得するまで職業に就くことができず、コプラの皮をむき続ける日々を過ごした。33歳のときに市民権を取得し、実業家・森小弁の孫娘ユリエと結婚する。市民権を取得した後、トール島で小さな雑貨店を開いたことを振出しに事業を拡大して鰹節工場や船の貸し出しを始め、相沢の店は他の島にも進出した。相沢の商店にはトール島出身者が多く雇用され、実業家としての活動の傍らで私費を投入してトール島住民に援助を行った。やがて相沢はトール島の大酋長に選出され、当初は相沢の活動に疑問を持っていた他の島の酋長たちも相沢に信頼を抱くようになった。後にチューク州首長会議の議長を務めた。
2006年4月13日に千葉マリンスタジアムで行われた千葉ロッテマリーンズ対福岡ソフトバンクホークス戦の始球式に登板するなど日本のファンに元気な姿を見せていたが、同年の5月18日未明にミクロネシアにおいて75歳で没した。
1980年にアメリカ領サモア出身のトニー・ソレイタが日本ハムファイターズに入団するまで、日本のプロ野球界に於ける唯一の太平洋諸島出身の選手でもあった。

## 人物
麻雀の二筒を横に倒したような特徴的な大きな目に因み、高橋ユニオンズ時代のチームメイトから「リャンピンさん」と呼ばれていた。

## 詳細情報

### 年度別投手成績
| 年 度     | 球 団            | 登 板 | 先 発 | 完 投 | 完 封 | 無 四 球 | 勝 利 | 敗 戦 | セ 丨 ブ | ホ 丨 ル ド | 勝 率 | 打 者 | 投 球 回 | 被 安 打 | 被 本 塁 打 | 与 四 球 | 敬 遠 | 与 死 球 | 奪 三 振 | 暴 投 | ボ 丨 ク | 失 点 | 自 責 点 | 防 御 率 | W H I P |
| --------- | ---------------- | ----- | ----- | ----- | ----- | -------- | ----- | ----- | -------- | ----------- | ----- | ----- | -------- | -------- | ----------- | -------- | ----- | -------- | -------- | ----- | -------- | ----- | -------- | -------- | ------- |
| 1953      | 毎日             | 3     | 0     | 0     | 0     | 0        | 0     | 0     | --       | --          | ----  | 30    | 5.1      | 8        | 2           | 5        | --    | 0        | 2        | 0     | 0        | 8     | 6        | 10.13    | 2.44    |
| 1954      | 高橋 トンボ 高橋 | 28    | 2     | 1     | 0     | 0        | 3     | 5     | --       | --          | .375  | 348   | 79.2     | 86       | 3           | 26       | --    | 1        | 28       | 0     | 0        | 38    | 27       | 3.05     | 1.41    |
| 1955      | 高橋 トンボ 高橋 | 39    | 13    | 0     | 0     | 0        | 4     | 10    | --       | --          | .286  | 619   | 142.1    | 169      | 13          | 37       | 1     | 3        | 38       | 0     | 0        | 87    | 70       | 4.43     | 1.45    |
| 1956      | 高橋 トンボ 高橋 | 23    | 2     | 0     | 0     | 0        | 1     | 2     | --       | --          | .333  | 248   | 57.1     | 69       | 8           | 16       | 0     | 1        | 14       | 0     | 0        | 34    | 30       | 4.71     | 1.48    |
| 通算：4年 | 通算：4年        | 93    | 17    | 1     | 0     | 0        | 8     | 17    | --       | --          | .320  | 1245  | 284.2    | 332      | 26          | 84       | 1     | 5        | 82       | 0     | 0        | 167   | 133      | 4.20     | 1.46    |

- 高橋（高橋ユニオンズ）は、1955年にトンボ（トンボユニオンズ）、1956年に高橋（高橋ユニオンズ）に球団名を変更

### 記録
初記録
- 初勝利：1954年5月6日、対阪急ブレーブス6回戦（阪急西宮球場）

### 背番号
- 37 （1950年）
- 4 （1951年 - 1953年）
- 20 （1954年 - 1956年）